# Eugenio Lucas Villaamil
Eugenio Lucas Villaamil (Madrid, 14 gener 1858 — Madrid, 23 gener 1918) va ser un pintor espanyol, Cavaller de l'Ordre de Carlos III. Algunes obres que s'han atribuït a Goya en realitat pertanyen a Eugenio Lucas Villaamil. Va ser fill d'Eugenio Lucas Velázquez, també pintor, i de Francisca Villaamil.
A la Fundació Rafael Masó de Girona es pot contemplar el dibuix Escena de la Inquisició, en carbó sobre paper, i l'aquarel·la Figures en un paisatge, datats del 1950.

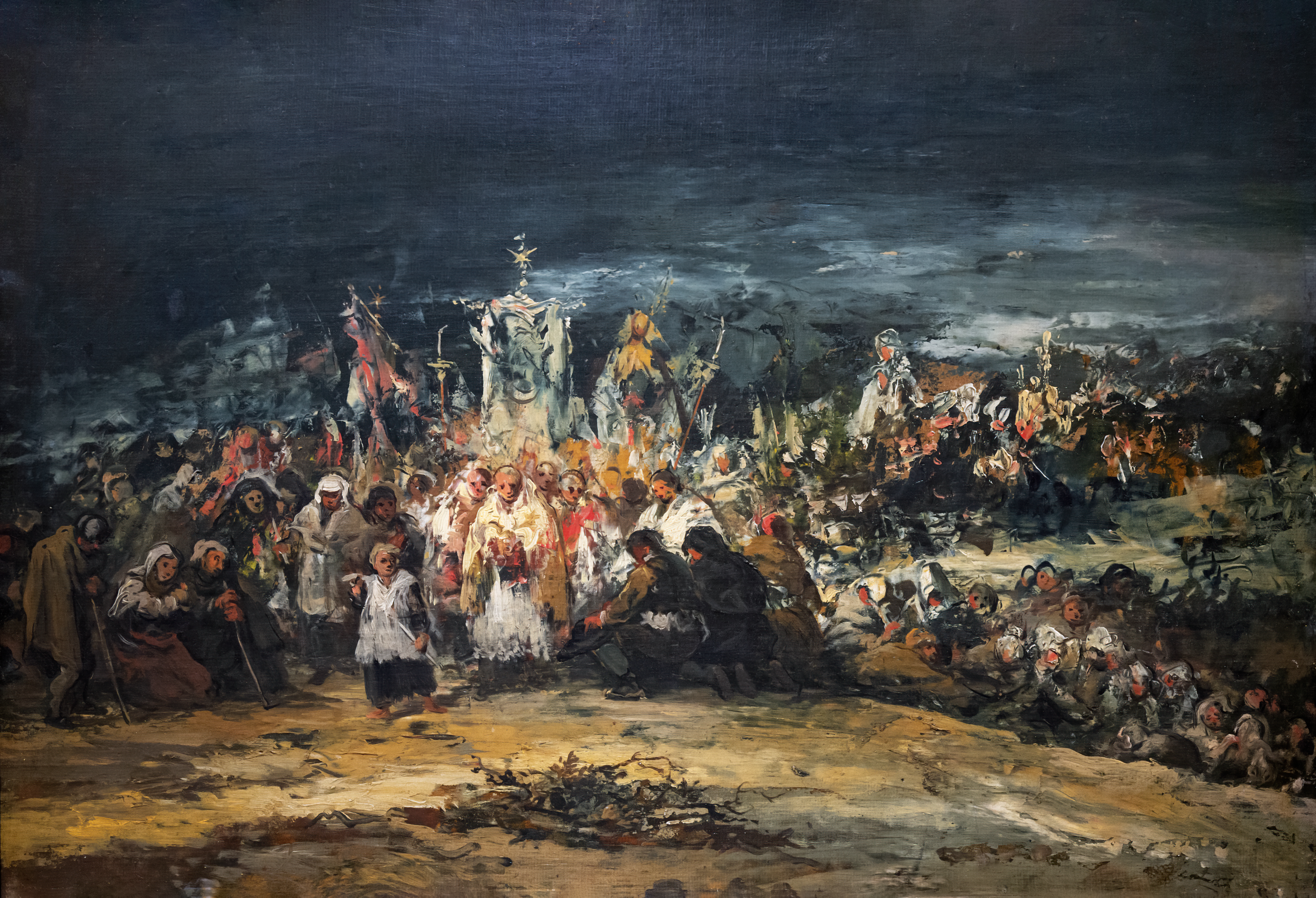
la processó - Musée du Louvre